# メラミックス
メラミックスは「β－サイアロン」の特性をもったシリコン合金。メタル（特殊鋼）より硬く、セラミックスより軽い新素材としてこれまで特殊鋼を使用してきた自動車、産業機械、住宅設備関連製品などへの普及が期待されている。

## 概要
神奈川県川崎市のベンチャー企業イスマンジェイと神奈川県産業技術センターが共同で開発、2006年に量産化が確立された。
2007年にはヤング率（弾性定数）を特殊鋼並の210ギガパスカルに下げた「メラミックスS2」が開発された。2008年5月には中小企業基盤整備機構による産学官連携成功事例のモデルケースにも選ばれた。
2010年3月、住金物産がイスマンジェイへの資本参加とメラミックス製ベアリングボールの販売契約を結んだことを発表した。同年10月、愛知県名古屋市で開催された生物多様性条約第10回締約国会議（COP10）に出席していたカレン・エレマンデンマーク環境大臣が同国駐日大使とともに視察に訪れている。

## 特性
- 比重 4以下
- 組成は　シリコン48%  窒素　35%  アルミ10% 　酸素　7%
- 化学式: Si5AlON7